# 奥姆赖
奥姆赖（法語：Ommeray，法語發音：[ɔmʁɛ]；洛林语：Yommereu）是法国摩泽尔省的一个市镇，属于萨尔堡-萨兰堡区。

## 地理
奥姆赖（48°43'24"N, 6°41'14"E）面积10.12 平方千米，位于法国大東部大區摩泽尔省，该省份为法国东北部内陆省份，是洛林的一部分，西南接默尔特-摩泽尔省，东临下莱茵省，北与卢森堡和德国接壤。
与奥姆赖接壤的市镇（或旧市镇、城区）包括：布尔多奈、多讷莱、拉加尔德、莱村、蒙库尔。
奥姆赖的时区为UTC+01:00、UTC+02:00（夏令时）。

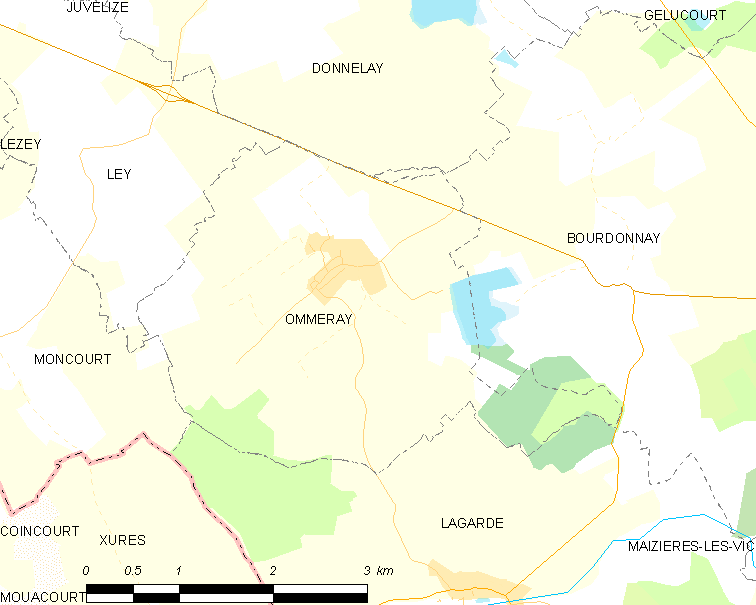
奥姆赖的OSM定位图

## 行政
奥姆赖的邮政编码为57810，INSEE市镇编码为57524。

## 政治
奥姆赖所属的省级选区为索努瓦县。

## 人口

1962-2008年间奥姆赖人口变化图示

奥姆赖于2022年1月1日时的人口数量为128人。